# Anne-Marie Fontaine
Anne-Marie Fontaine, née le 5 mars 1900 à Vendôme et morte le 1er mai 1938 à Paris 1er, est une céramiste et peintre française, rattachée au mouvement Art déco, dont elle est l'une des principales représentantes en céramique.

## Biographie
Fille de Gorges Camille Alfred Fontaine et d'Angèle Marie Ernestine Latron, son épouse, Anne-Marie Octavie Fontaine naît à Vendôme en 1900.
Elle étudie à l’École des Arts décoratifs jusqu'en 1920.
Elle est active entre 1928 et 1938, où elle travaille comme décoratrice à la Manufacture de Sèvres, près de Paris. Elle y conçoit des décors. Au début des années 1930, elle prend notamment part à la conception de la première édition complète du service Daurat pour David David-Weill.
Le 24 octobre 1937, à l'occasion du prolongement de la ligne 9 du métro jusqu'à la station Mairie de Montreuil, Anne-Marie Fontaine réalise un plan mural schématique de la ville, sur des carreaux de porcelaine de la Manufacture nationale de Sèvres. Ce plan est toujours visible sur le quai, en queue du terminus en venant de Paris.
La même année, elle participe à l'Exposition Universelle, assistant Paul Colin pour la conception d'un boudoir et d'une piscine pour dame au sein du pavillon de la Manufacture nationale de Sèvres.
Anne-Marie Fontaine meurt prématurément en 1938, à Paris. Peu après sa mort, le journaliste Gaston Derys signe à son propos une nécrologie élogieuse dans la revue Beaux-Arts.